# Evil Genius
Evil Genius là trò chơi điện tử thể loại chiến lược thời gian thật và mô phỏng xây dựng và quản lý do Elixir Studios phát triển và Sierra Entertainment phát hành cho hệ máy tính cá nhân. Trò chơi đã phát hành vào ngày 28 tháng 9 tháng 2004, Rebellion Developments đã mua giấy phép phân phối trò chơi này từ ngày 2 tháng 3 năm 2006.
Trò chơi xoay quanh một trong ba thiên tài độc ác có ý định thống trị thế giới và bắt đầu tiến hành xây dựng sào huyệt-căn cứ ngầm của mình tại một hòn đảo tách biệt và người chơi sẽ là một trong ba thiên tài này chứ không phải là phe thiện muốn ngăn chặn ý định đó. Người chơi sẽ xây dựng căn cứ sao cho hiệu quả nhất vì hòn đảo vốn khá nhỏ và không có nhiều không gian cũng như cử các nhân viên tội phạm của mình ra thế giới cho việc thực hiện các phi vụ khác nhau để có kinh phí xây dựng và thuê mướn. Cũng như tập đoàn tội ác này sẽ phải đương đầu với các lực lượng thực thi công lý của quốc tế gửi đến nếu quá manh động vì thế càng hạn chế kích động khi thời điểm quá nóng càng tốt nhưng vẫn phải duy trì sao cho danh tiếng có được thông qua các phi vụ của tập đoàn trên thế giới vẫn cao. Trò chơi sử dụng yếu tố hài hước làm chủ đạo vì thế nên dù là tập đoàn tội ác nhưng trong căn cứ luôn có các tình huống gây cười giúp thư giãn.
Trò chơi nhận được các đánh giá khác nhau, hầu hết là tích cực vì yếu tố hài hước và ý tưởng độc đáo của mình.

## Đón nhận
GameRankings và Metacritic đã đánh giá Evil Genius trung bình là 77% và 75% cũng như nói là "Nhìn chung đánh giá là tốt". Hầu hết các bài đánh giá khen yếu tố hài hước và ý tưởng độc đáo của trò chơi nhưng cũng nói là việc quản lý vi mô gây nhiều đến khó chịu và một số lỗi gây bực mình.
GameSpot đánh giá trò chơi là 7.3/10 với nhận xét "Evil Genius gợi nhớ lại ánh hào quang xưa của trò Dungeon Keeper do Bullfrog thực hiện. Không những với sào huyệt (sâu, rất sâu dưới lòng đất) mà còn đi theo con đường của một chúa tể bóng đêm với các yêu tinh, ma quỷ và các quái vật luôn sẵn sàng nghe lệnh. Có lẽ có vài sự khác nhau nhưng sự giống nhau thì cỏ thấy rõ thể thấy rõ".
EuroGamer đã đánh giá trò chơi là 7/10 với nhận xét "Dù chúng ta ngồi đây và phán, nhưng thật sự thì chúng ta không hề nổi nóng với những rắc rối của trò chơi. Chúng đúng là tệ trên các bài nhận xét nhưng chúng không ngăn việc chúng ta tận hưởng trò chơi, Evil Genius đã vượt qua chính những nhược điểm của mình và khiến chúng ta thỏa mãn.".
Âm nhạc của trò chơi đã được đề cử giải Nhạc nền xuất sắc nhất năm 2004 trong lễ trao giải phim và nghệ thuật truyền hình của viện hàn lâm Vương quốc Anh.